# Monumento a la india Catalina

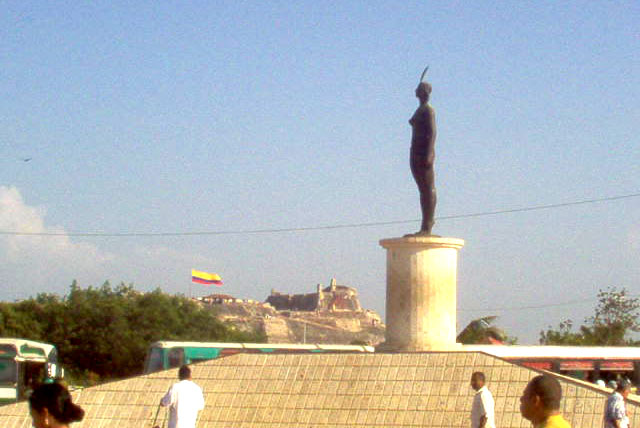
Antigua ubicación de la India Catalina, atrás se puede observar el castillo de San Felipe de Barajas.

El monumento a la India Catalina es una estatua de bronce que se encuentra en Cartagena de Indias, Colombia.

## Historia
El creador del Festival de Cine de Cartagena, Víctor Nieto, encargó en 1961 la creación de una estatuilla para el Festival, que elaboró el escultor Héctor Lombana en honor a la india Catalina. En 1973, el mismo Víctor Nieto confió al escultor español Eladio Gil Zambrana crear un monumento a mayor escala en bronce.
La modelo del monumento fue Judith Arrieta, de 15 años (nacida en San Juan Nepomuceno, Colombia), quien posó desnuda de la cintura para arriba, el resto, fue tomado de otra modelo estudiante de Bellas Artes.
Hasta septiembre de 2011, la estatua se encontraba en la intersección de las avenidas Pedro de Heredia y Venezuela, de donde fue trasladada 12 metros para darle paso al sistema de transporte masivo Transcaribe. Dicho traslado causó inconformidad entre determinados habitantes de la ciudad, incluyendo al mismo Eladio Gil, escultor de la estatua en 1973, quienes realizaron una marcha y protestas debido al traslado.
El monumento quedó instalado cerca de allí, en el parque India Catalina, en la intersección de las avenidas Pedro de Heredia y Venezuela con carrera 11.